# Echo (Marvel Comics)
Maya Lopez, nota anche come Echo o Ronin, è un personaggio dei fumetti, creato da David Mack (testi) e Joe Quesada (disegni), pubblicato dalla Marvel Comics. La sua prima apparizione come Echo avviene in Daredevil (vol. 2) n. 9 (dicembre 1999), mentre come Ronin in New Avengers (vol. 1) n. 11 (novembre 2005).
Supereroina nativo americana tra i pochi personaggi sordi dei fumetti, nel corso della sua vita editoriale Echo è stata, oltre che un membro di spicco dei Nuovi Vendicatori, anche alleata ed interesse sentimentale di Devil.
La caratteristica distintiva del personaggio è la pittura facciale bianca a forma di mano che porta per ricordare l'impronta di sangue lasciatale sul viso dal padre in fin di vita.

## Biografia del personaggio

### Origini
Nata nel Queens, New York, dall'assassino della mafia nativo americano Willie "Cavallo Pazzo" Lincoln e da una donna messicana di cui ha il cognome ma che non ha mai conosciuto poiché è morta quand'era ancora in fasce, motivo per cui il padre l'ha cresciuta da solo, Maya Lopez è sorda fin dalla nascita; motivo per il quale, da bambina, viene erroneamente considerata disabile e incapace di relazionarsi. Quando "Cavallo Pazzo" viene ucciso da Kingpin gli chiede, come ultimo desiderio, di crescere la bambina come fosse figlia sua, promessa che il leader criminale onora mandando Maya in un costoso centro di rieducazione per non udenti dove emerge la sua straordinaria abilità di imitare perfettamente qualsiasi azione veda compiere anche solo una volta.
Successivamente Wilson Fisk (Kingpin) le fa frequentare le migliori scuole per enfant prodige. Crescendo, Maya diventa una donna di spiccata intelligenza, grande fascino e profonda sensibilità artistica, che esprime attraverso spettacoli di teatrodanza e performance art che le conferiscono fama a livello mondiale.
Vari anni dopo, ormai adulta, Maya chiede al padre putativo di rivelarle come è morto quello biologico: Fisk le mente dicendo che a ucciderlo sia stato Devil.

### Echo
Recatasi a New York per farsi giustizia, Maya incontra Matt Murdock e, poco tempo dopo, i due s'innamorano. Contemporaneamente si allena osservando registrazioni di combattimenti tra Devil e Bullseye al fine di memorizzarne le mosse dopodiché, creatasi l'alter ego di "Echo", affronta il Diavolo Rosso in battaglia riducendolo in fin di vita quando però, desiderosa di vederlo in faccia prima di ucciderlo, lo smaschera scoprendo che si tratta dell'uomo amato capisce di essere stata ingannata e, raggiunto Kingpin in casa sua, gli spara in faccia accecandolo e dando il via alla catena di eventi che lo porta a perdere il suo impero criminale.
Percependo la propria vita come un cumulo di bugie e inganni, Maya abbandona gli Stati Uniti per iniziare un viaggio alla ricerca della sua pace interiore. Fatto ritorno in patria solo diverso tempo dopo, Maya scopre che Matt ha nel frattempo sposato una donna di nome Milla Donovan e si reca al carcere di Ryker's Island a trovare Kingpin scoprendo che questi, nonostante tutto, la considera ancora come una figlia.
Più confusa e disorientata che mai, la ragazza contatta un anziano capo indiano amico del defunto padre, che le fa compiere una Hanblecheya, rito di passaggio grazie al quale recupera la serenità e l'equilibrio interiore e durante il quale si imbatte in Wolverine che l'aiuta a ritrovare sé stessa grazie alla sua conoscenza per il misticismo e la cultura giapponese, paese in cui Maya si stabilisce brevemente e che inizia a considerare la sua seconda patria.

### Ronin e i Nuovi Vendicatori

Maya Lopez nei panni di Ronin, disegni di David Finch.

Quando Devil si rifiuta di entrare nei Nuovi Vendicatori suggerisce a Capitan America di reclutare Maya al suo posto, richiesta cui Cap acconsente facendo entrare la ragazza nel supergruppo durante lo svolgimento di una missione in Giappone volta a rintracciare Silver Samurai, rapito dalla Mano. Maya tuttavia, assume il nuovo alter ego supereroistico di "Ronin" (浪人?, Rōnin) e indossa una pesante armatura che ne cela il sesso, motivo per il quale il solo a conoscerne la vera identità è Capitan America; cosa che ha portato a numerose speculazioni da parte dei fan su chi fosse in realtà il personaggio prima che il mistero fosse svelato a personaggi e lettori.
Durante la guerra civile dei superumani, Maya non prende posizione in quanto è impegnata in una missione in Giappone per tenere d'occhio Silver Samurai e impedire a Elektra Natchios di riprendere il controllo della Mano. Tuttavia viene scoperta, sconfitta, uccisa e resuscitata tramite un processo mistico che consente alla Mano di manipolarne la volontà, motivo per il quale, quando il resto dei Nuovi Vendicatori giunge in suo soccorso, essa li aggredisce pugnalando il Dottor Strange che riesce però a farla ritornare in sé. Furiosa, Maya trafigge Elektra uccidendola, sebbene poi si scopra che in realtà la ninja greca è stata sostituita da un'agente Skrull.
Fatto ritorno negli States, Maya entra a far parte dei Nuovi Vendicatori a pieno titolo e torna a vestire i panni di Echo lasciando ruolo e costume di Ronin a Clint Barton (che ha ceduto l'identità di Occhio di Falco a Kate Bishop). Qualche tempo dopo, Echo e il nuovo Ronin passano anche una notte insieme dopo essersi confessati la reciproca attrazione fisica.
Assieme al team di eroi, Echo affronta un'invasione di simbionti, il demone D'Spayre, l'attacco a Manhattan di Hulk e il sindacato del crimine di Hood.

### Secret Invasion
Quando nella Terra Selvaggia viene rinvenuta un'astronave Skrull, Echo vi si reca assieme al resto dei Nuovi Vendicatori per liberare gli eroi imprigionativi (ignara che in realtà siano tutti impostori alieni). Divisa dal resto del gruppo dal sopraggiungere di un enorme dinosauro, Echo viene avvicinata dalla Donna Ragno, che si rivela essere la Regina Skrull dietro l'intera invasione e, dopo averla paralizzata con del veleno, se ne sbarazza gettandola in un tronco d'albero. Soccorsa dai compagni, Echo contribuisce a sconfiggere gli impostori alieni e l'armata di Super-Skrull mandata a invadere New York.
Tali esperienze la segnano fino al punto da lasciare il supergruppo e sparire per diverso tempo dalla circolazione.

### Età degli eroi
Ricontattata diverso tempo dopo da Luke Cage e Jessica Jones per fare da babysitter a loro figlia Danielle, Echo rifiuta dicendosi oltremodo offesa che questa sia la sola considerazione avuta nei suoi riguardi dalla comunità supereroistica dopo tanti anni. Tornata a operare come giustiziera solitaria, la sua strada si incrocia con quella di Marc Spector (Moon Knight), con il quale unisce le forze per sconfiggere il Kingpin della Costa Occidentale instaurando una sorta di riluttante attrazione-intesa sentimentale reciproca. Nel momento in cui i due scoprono l'identità dello zar del crimine di Los Angeles, ossia il Conte Nefaria, Echo viene assassinata dal supercriminale.

## Poteri e abilità
Echo è dotata fin da bambina di un'intelligenza straordinaria e di una memoria eidetica che le permette non solo di ricordare tutto ciò che vede, ma anche di riprodurlo perfettamente per una sorta di innata abilità mimica simile ai "riflessi fotografici" di Taskmaster; a prescindere dal grado di difficoltà, purché sia un'azione motoria, Echo è in grado di copiare perfettamente qualsiasi cosa veda. Tramite tale capacità, nel corso degli anni Maya è diventata: una talentuosa pianista, un'eccellente acrobata, una dotata ballerina, un'ottima pilota, una ginnasta di livelli olimpici e, soprattutto, una delle migliori combattenti corpo a corpo dell'Universo Marvel, dotata sia delle capacità combattive di Devil che della mira infallibile di Bullseye dimostrandosi in grado di affrontare da sola un intero gruppo di ninja della Mano e perfino Elektra.
Essendo sorda, in combattimento Echo fa affidamento soprattutto sulla vista, motivo per il quale in condizioni di totale oscurità risulta in netto svantaggio. Sebbene sia capace di leggere pressoché perfettamente le labbra delle persone quando parlano, Maya si trova in grande difficoltà qualora questi indossino delle maschere o non siano nel suo campo visivo; tanto che durante il suo primo incontro coi Nuovi Vendicatori Capitan America doveva ripeterle tutte le domande di Iron Man. Ad ogni modo, dato che non sempre gli autori hanno rispettato tali limitazioni (in alcuni fumetti ha perfino parlato con persone alle sue spalle) è stato stabilito che la ragazza sia in realtà capace di leggere istantaneamente le labbra con la coda dell'occhio, a distanza e perfino attraverso una maschera a viso intero se è abbastanza sottile (come quella dell'Uomo Ragno o del secondo Ronin) mentre ne è completamente incapace qualora il tessuto della maschera sia troppo spesso.

## Altre versioni

### Daredevil: End of Days
Nella miniserie Daredevil: End of Days, Maya Lopez, ritiratasi e divenuta professoressa in un college, viene intervistata da Ben Urich sulla recente morte di Devil.

### Ultimate
Nell'universo Ultimate, una donna vestita come Maya Lopez (inclusa la pittura facciale) viene brevemente vista in una stazione di polizia mentre grida: «Di chi ti puoi fidare?» (Who Can You Trust?) riferimento alla tagline di Secret Invasion e all'uso frequente del personaggio fatto da Brian Michael Bendis nel suddetto crossover.

## Altri media

### Televisione
- Una versione adolescente di Echo compare come cameo nel terzo episodio della terza stagione della serie animata Ultimate Spider-Man (sottotitola Web-Warriors) , come una dei molti giovani supereroi che lo S.H.I.E.L.D. sta monitorando[41].
- Maya Lopez appare nelle serie televisive ambientate nel Marvel Cinematic Universe, interpretata da Alaqua Cox da adulta e da Darnell Besaw da bambina. Questa versione è la leader della Mafia in Tuta, con Kazimierz "Kazi" Kazimierczak che funge da suo secondo in comando e interprete ASL, e sfoggia una gamba protesica fin dall'infanzia.
  - Echo è apparsa per la prima volta come una dei due antagonisti secondari nella miniserie televisiva su Disney+ Hawkeye (2021). Durante il Blip, suo padre William Lopez è stato ucciso da Ronin. Nel presente, cerca vendetta su quest'ultimo e inizialmente prende di mira Kate Bishop, che ha inavvertitamente indossato l'abito di Ronin per combattere gli uomini di Lopez, prima di puntare gli occhi su Clint Barton, che era effettivamente Ronin. Tuttavia, scopre che Barton è stato incaricato da un informatore che lavora per il capo di Maya di uccidere suo padre, e capisce che si tratta di Kazi. Dopo esseri vista costretta a malincuore a uccidere Kazi dopo una lotta fra loro, Lopez affronta il suo capo, Kingpin.
  - La stessa attrice statunitense ha ripreso il suo ruolo come protagonista e antieroina nell'omonima miniserie televisiva spin-off dell'MCU.[42][43]

### Videogiochi
- Echo è una boss di fine livello del videogioco Daredevil, tratto dall'omonimo film.
- Nella versione per PSP del videogioco Marvel: La Grande Alleanza Maya Lopez/Ronin è un personaggio giocabile.
- In LEGO Marvel's Avengers, il personaggio compare sia come Echo che come Ronin.